# جائو یونگ

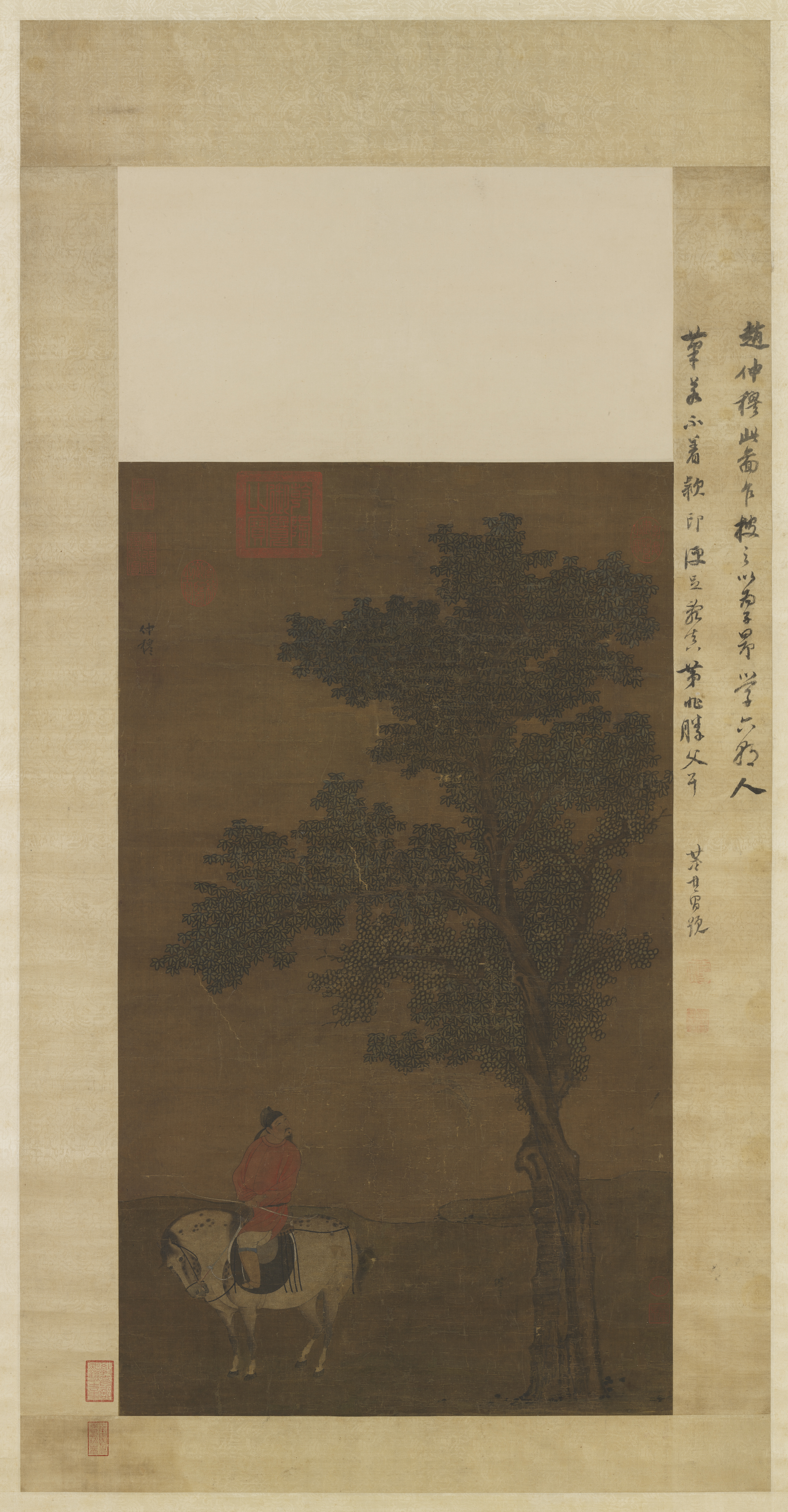
سواری در بهار اثر جائو یونگ - موزهٔ ملی کاخ، تایپه

جائو یونگ یا چائو یونگ (چینی ساده: 赵雍، چینی سنتی: 趙雍، پین‌یین: Zhào Yōng، وید جایلز: Chao Yung) (زادهٔ ۱۲۸۹ - درگذشتهٔ ۱۳۶۰) نقاش چینی در زمان دودمان مغولی یوان بود. او همچنین در زمینهٔ شعر و خطاطی نیز مهارت داشت.

## زندگینامه
جائو یونگ در سال ۱۲۸۹ میلادی در هوجو، واقع در استان ججیانگ چین زاده شد. او دومین پسر جائو منگ‌فو، از شاهزادگان سونگ و ادیب، خطاط و نقاش در دودمان یوان بود و با کمک پدرش توانست تا به عنوان یکی از مقامات عالی‌رتبه در دربار امپراتوری مشغول به کار شود. جائو یونگ در نقاشی‌هایش از سبک دونگ یوان و لی چنگ پیروی می‌کرد و مهارتش در کشیدن نگاره‌های انسانی، مناظر و اسبان با زین بود. جائو یونگ در سال ۱۳۶۰ میلادی درگذشت.